# United Nigeria Airlines
United Nigeria Airlines ist eine Fluggesellschaft, die 2020 in Enugu, Nigeria gegründet wurde.

## Geschichte
Die Gesellschaft erhielt ihr AOC (Luftverkehrsbetreiberzeugnis) im Februar 2021 und führte ihren ersten Flug am 12. Februar 2021 von Lagos nach Enugu durch.

## Flugziele
Die Gesellschaft fliegt nationale Ziele wie Abuja, Port Hartcourt und Lagos an.

## Flotte
Die Flotte von United Nigeria besteht mit Stand von Januar 2024 aus sechs Flugzeugen mit einem Durchschnittsalter von 20,3 Jahren.
| Flugzeugtyp     | Anzahl | bestellt | Anmerkungen                                                     | Sitzplätze | Durchschnittsalter (Januar 2024) |
| --------------- | ------ | -------- | --------------------------------------------------------------- | ---------- | -------------------------------- |
| Airbus A320-200 | 2      |          | einer geleast von Jordan Aviation und einer geleast von Fly2Sky |            | 17,3 Jahre                       |
| Embraer ERJ-145 | 4      |          | eine inaktiv                                                    | 50         | 21,5 Jahre                       |
| Gesamt          | 6      |          |                                                                 |            | 20,3 Jahre                       |